# Bas-Vully
Bas-Vully là một đô thị trong huyện See thuộc bang Fribourg ở Thụy Sĩ.
Bas-Vully có cự ly 3,5 km về phía bắc Murten và có 3 làng Suigez, Nant và Praz. Đô thị này trải dài từ bờ bắc của hồ Murten đến chân núi Vully.
Kênh đào Broye nối hồ Murten với hồ Neuchâtel, chảy qua đô thị này.